# Trachypodopsis otiophylla
Trachypodopsis otiophylla là một loài rêu trong họ Trachypodaceae. Loài này được (Cardot) Cardot mô tả khoa học đầu tiên năm 1911.